# José Sebastião d'Almeida Neto
José Sebastião d'Almeida Neto, O.F.M., portugalski rimskokatoliški duhovnik, škof in kardinal, * 8. februar 1841, Lagis, † 7. december 1920.

## Življenjepis
1. aprila 1865 je prejel duhovniško posvečenje.
22. septembra 1879 je bil imenovan za škofa Angole in Konga in 18. aprila 1880 je prejel škofovsko posvečenje.
9. avgusta 1883 je bil imenovan za patriarha Lizbone; s tega položaja je odstopil novembra 1907.
24. marca 1884 je bil povzdignjen v kardinala in 10. julija 1886 je bil ustoličen kot kardinal-duhovnik Ss. XII Apostoli.